# Valdemar Raabye
Valdemar Stephan Julius Raabye (3. april 1852 i Fredericia – 5. september 1908 i København) var en dansk officer.
Valdemar Raabye var søn af premierløjtnant, senere karakteriseret kaptajn, toldoppebørselskontrollør i Rønne Andreas Christian Raabye (1814-1889) og Magdalene Emmerentze Mariager (1818-1884). Han blev student 1870 fra Odense Katedralskole, 1873 sekondløjtnant i fodfolket, 1875 premierløjtnant i artilleriet, gennemgik Hærens Officerskoles artilleriafdeling 1876–78, blev kaptajn 1883, oberstløjtnant 1895, oberst 1904 og generalmajor og generalinspektør for artilleriet 1907.
Raabye var tidligt udset til at blive landets ledende artillerigeneral, og derfor fik han en alsidig uddannelse, praktisk som teoretisk, ved feltartilleriet, fæstningsartilleriet og tøjhusafdelingen og var parallelt hermed til tjeneste ved eller til rådighed for artilleristaben, var 1886–95 medlem af Artillerikomiteen, 1886–93 konstruktør ved artilleriet og 1904–07 fungerende direktør for artilleriets tekniske tjeneste. Han var endvidere medlem af flere betydningsfulde kommissioner, bl.a. om udkast til normalfront ved Københavns Vestenceinte (1885), om forslag til et Middelgrundsfort (1889), om befæstningsanlæg ved havnene (1892), om det nye feltskyts (1901-05) og var fra 1903 medarbejder på bestemmelser for feltartilleriets uddannelse, organisation og taktik mm.
Fra 1886 blev han udsendt på mange vigtige tjenesterejser til de ledende hære og våbenfabrikker, og han udøvede også en fortrinlig lærervirksomhed: 1883–93 i matematik ved Skolen for Skibsbygning og Maskinvæsen, 1893–96 i artilleri ved Officerskolens stabsklasse og 1896-1902 i matematik sammesteds. Raabye var 1906 medarbejder på Vejledning for Vaabenarternes Samarbejde under Kamp. Kort før sin død blev han formand for Det Krigsvidenskabelige Selskab.
Valdemar Raabye døde uventet i 1908, hvorefter Christian Frederik Holm blev artillerigeneral og generalinspektør efter Raabye.
Raabye blev Ridder af Dannebrog 1890, Dannebrogsmand 1897 og Kommandør af 2. grad 1903.
Gift 27. november 1885 i Ørum, Bjerge Herred, med Sophie Marie Caroline Hansen (17. december 1860 i Fredericia – 13. oktober 1934 i København), datter af premierløjtnant, senere kaptajn Ernst Balthazar Meitzner Hansen (1830-1864) og Ankjerstine Magreta Giorgine Hansen (1830-1882).
Han er begravet på Vestre Kirkegård.